# The Very Best of Supertramp
The Very Best of Supertramp es un álbum recopilatorio del grupo británico Supertramp, publicado por la compañía discográfica A&M Records en junio de 1990.
El álbum contiene quince canciones de estudio grabadas entre los álbumes Crime of the Century y Brother Where You Bound, en su mayoría procedentes de Crime of the Century y de Breakfast in America, y sin ningún representante de su primer álbum homónimo o del segundo trabajo discográfico del grupo, Indelibly Stamped. El álbum se centra principalmente en la etapa del grupo con Roger Hodgson como miembro, con solo una canción («Cannonball») procedente de la etapa con Rick Davies como líder del grupo. Tampoco incluyó ninguna versión en directo procedente de los discos Paris o Live '88.
Tras su publicación, y salvo en los Estados Unidos, The Very Best of Supertramp obtuvo un notable éxito al entrar en distintas listas de los discos más vendidos en países de Europa en sucesivos años. Además, ha sido certificado como doble disco de platino en países como Canadá y Francia y como disco de oro en Alemania, Reino Unido y Suiza. Llegó también al primer puesto en la lista de discos más vendidos de Nueva Zelanda.

## Lista de canciones
Todas las canciones escritas y compuestas por Rick Davies y Roger Hodgson. 
| N.º | Título                     | Álbum original               | Duración |  |
| 1.  | «School»                   | Crime of the Century         | 5:35     |  |
| 2.  | «Goodbye Stranger»         | Breakfast in America         | 5:49     |  |
| 3.  | «The Logical Song»         | Breakfast in America         | 4:10     |  |
| 4.  | «Bloody Well Right»        | Crime of the Century         | 4:34     |  |
| 5.  | «Breakfast in America»     | Breakfast in America         | 2:40     |  |
| 6.  | «Rudy»                     | Crime of the Century         | 7:20     |  |
| 7.  | «Take the Long Way Home»   | Breakfast in America         | 5:08     |  |
| 8.  | «Crime of the Century»     | Crime of the Century         | 5:32     |  |
| 9.  | «Dreamer»                  | Crime of the Century         | 3:32     |  |
| 10. | «Ain't Nobody But Me»      | Crisis? What Crisis?         | 5:14     |  |
| 11. | «Hide in Your Shell»       | Crime of the Century         | 6:52     |  |
| 12. | «From Now On»              | Even in the Quietest Moments | 6:26     |  |
| 13. | «Give a Little Bit»        | Even in the Quietest Moments | 4:09     |  |
| 14. | «It's Raining Again»       | Famous Last Words            | 4:28     |  |
| 15. | «Cannonball» (Rick Davies) | Brother Where You Bound      | 7:39     |  |

## Personal
Supertramp
- Bob Siebenberg: batería y percusión.
- Roger Hodgson: voz, teclados y guitarra.
- John Helliwell: saxofón, clarinete y coros.
- Dougie Thomson: bajo.
- Rick Davies: voz, teclados, armónica y melódica.

Otros músicos
- Christine Helliwell: coros (en "Hide in Your Shell")
- Vicky Siebenberg: coros (en "Hide in Your Shell")
- Scott Gorham: coros (en "Hide in Your Shell")
- Jake Beddoe: sierra musical (en "Hide in Your Shell")
- Ken Scott: gong (en "Crime of the Century")
- Dick Hyde: trombón y tuba (en "Breakfast in America")
- Marty Walsh: guitarra (en "Cannonball")
- Doug Wintz: trombón (en "Cannonball")